# الرخاء (المنيا)
قرية الرخاء  هي إحدي القرى التابعة لمركز سمالوط بمحافظة المنيا في جمهورية مصر العربية. حسب إحصاءات سنة 2006، بلغ إجمالي السكان في الرخاء 239 نسمة، منهم 131 رجل و108 امرأة.